# 基霍斯縣

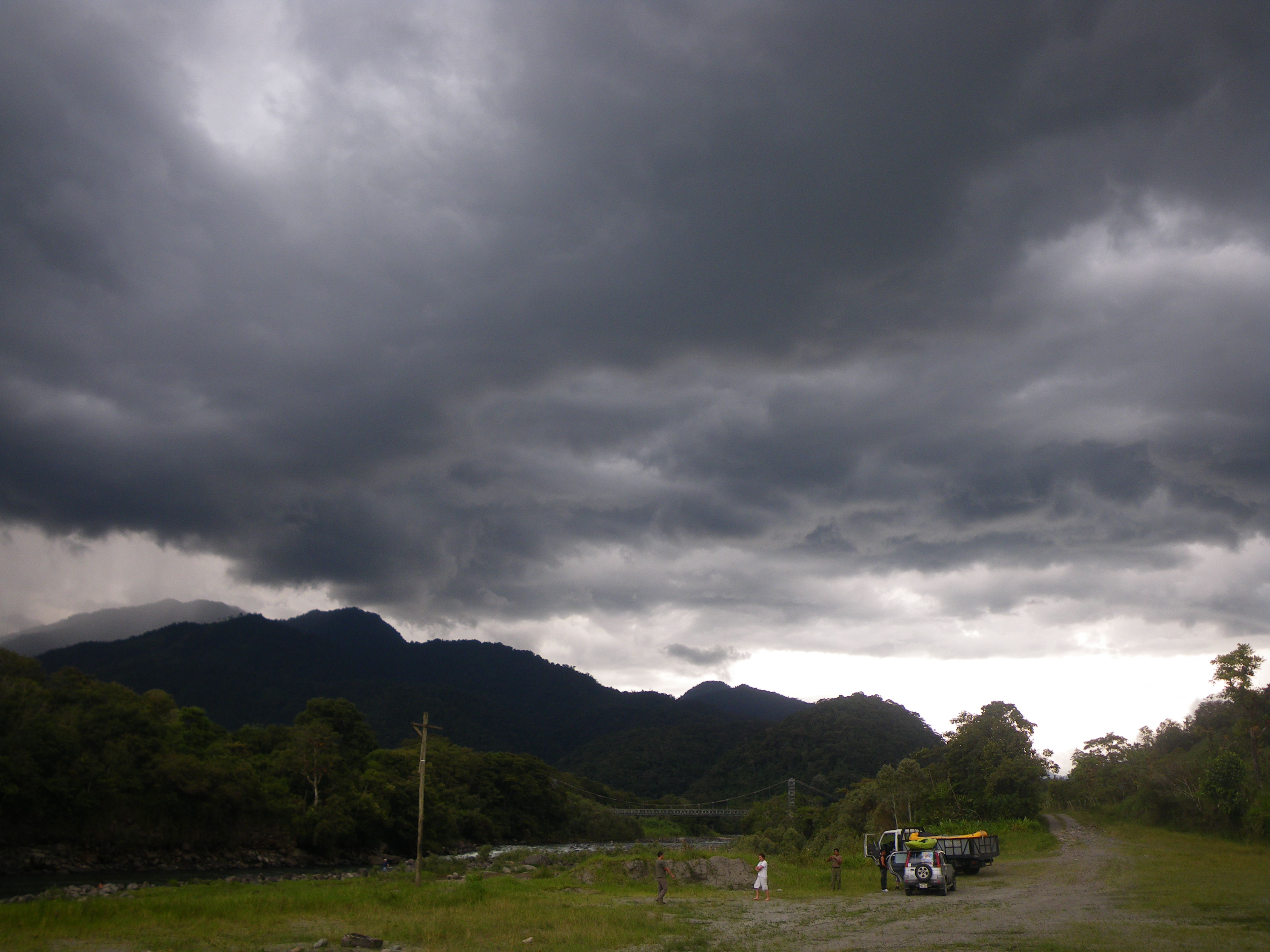

0°27′49″S 77°53′34″W / 0.46361°S 77.89278°W
基霍斯縣（西班牙語：Cantón Quijos），是厄瓜多爾的縣份，位於該國中部，由納波省負責管轄，首府設於巴埃薩，面積1,576.7平方公里，2001年人口5,505，人口密度每平方公里3.49人。